# Im Himmel ist die Hölle los (Album)
Im Himmel ist die Hölle los ist das zehnte Studioalbum der österreichischen Popgruppe Erste Allgemeine Verunsicherung (EAV). Es erschien am 25. August 1997. Das Album erreichte Platz eins der österreichischen Albumcharts.

## Entstehungsgeschichte
Klaus Eberhartinger und Thomas Spitzer wollten nach drei Jahren wieder ein Album herausbringen. Eine Tournee war vorerst nicht geplant, aber aufgrund des Erfolges ging die EAV dann doch auf Tournee. Die neuen Bandmitglieder: Leo Bei am Bass, Franz Zettl am Keyboard und der schon am Album Nie wieder Kunst mitarbeitende Kurt Keinrath an der Gitarre. Zum Tourneestart 1998 wurde zudem Alex Deutsch als neuer Schlagzeuger angeheuert, da Anders Stenmo durch einen Hörsturz für die Tournee ausgefallen ist.

## Titel
1. Guten Morgen … (0:27)
2. Im Himmel ist die Hölle los (5:57)
3. Blöd (3:45)
4. Gebot (Töten) (0:41)
5. Schau wie’s schneit (3:28)
6. Die Russen kommen (3:53)
7. Bongo Boy (3:22)
8. Gebot (Stehlen) (0:31)
9. Konkurs (3:40)
10. A Jodler & a Stromgitarr’ (3:17)
11. Der Teufel (2:17)
12. Tanzen (3:22)
13. Gebot (Begehren) (0:31)
14. Möpse (3:28)
15. David und Goliath (0:55)
16. Wo ist die Kohle (3:42)
17. Ja Ja der Alkohol (3:52)
18. Das Leben das ist kurz (3:02)
19. Elftes Gebot (0:35)